# WASP-52
WASP-52 — звезда в созвездии Пегаса на расстоянии приблизительно 573 световых лет от нас. Вокруг звезды обращается, как минимум, одна планета.

## Характеристики
WASP-52 представляет собой звезду 12 видимой звёздной величины. Она принадлежит к классу оранжевых карликов. Её масса и радиус составляют 87 % и 79 % солнечных соответственно. Температура поверхности звезды приблизительно равна 5000 кельвинов. Возраст звезды оценивается приблизительно в 400 миллионов лет.

## Планетная система
В 2011 году группой астрономов, работающих в рамках программы SuperWASP, было объявлено об открытии планеты WASP-52 b в системе. Это горячий газовый гигант, имеющий эффективную температуру 1315 кельвинов. Он обращается на расстоянии 0,02 а.е. от родительской звезды, совершая полный оборот за 1,7 суток. Открытие планеты было совершено транзитным методом. Группой испанских астрономов, работающих на Большом Канарском телескопе, в атмосфере планеты был обнаружен натрий. Наблюдения велись с помощью инструмента OSIRIS.